# Carmelo Cedrún
Carmelo Cedrún Ochandategui (ur. 6 grudnia 1930 roku w Amorebiecie) były hiszpański piłkarz występujący na pozycji bramkarza. W czasie swojej piłkarskiej kariery mierzył 184 cm.

## Kariera klubowa
W latach 1950–1964 był zawodnikiem Athleticu Bilbao. Następnie przez trzy lata występował w Espanyolu, w którym w 1967 roku zakończył swoją karierę.

## Kariera reprezentacyjna
Cedrún w latach 1954–1963 13 razy wystąpił w barwach reprezentacji Hiszpanii. Był członkiem drużyny na Mundialu w Chile, na którym zagrał w dwóch spotkaniach.